# Villa Pelucca

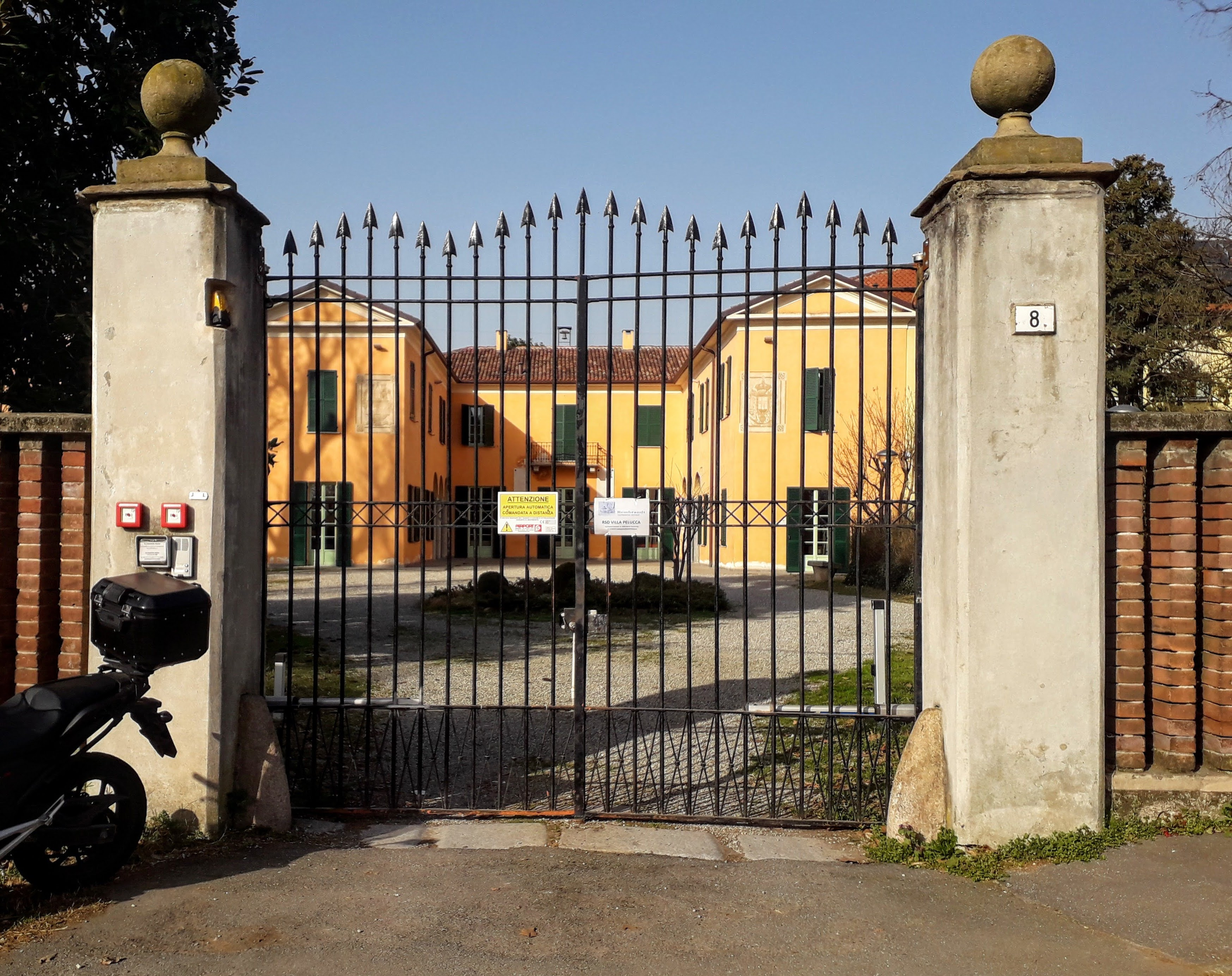
Il nuovo aspetto della villa dopo i lavori di restauro terminati nel 2015.

Villa Pelucca, conosciuta anche come villa La Pelucca o più semplicemente La Pelucca, è una villa del XVI secolo presente a Sesto San Giovanni. Originariamente ad uso agricolo, la villa prese il nome dalla famiglia Pelucchi, che vi risiedette dal 1194. Nel XVI secolo la proprietà della tenuta passò alla famiglia Rabia che si trasferì in campagna, abbandonando la città.

## Storia
Di origini tardo medievali, la costruzione originaria era una grande cascina ad uso agricolo di proprietà della famiglia Pelucchi, da cui deriva il nome della villa. Nel Cinquecento la tenuta passa alla famiglia Rabia che avvia la costruzione della villa vera e propria. Nel 1645 la proprietà passò ai fratelli Bulgari; dai loro eredi, la villa venne ceduta al Regno Italico che nel 1806 l'affidò al viceré Eugenio di Beauharnais. Il viceré ampliò ulteriormente la villa e gli edifici adiacenti. Terminata l'avventura napoleonica in Italia, la villa ritornò all'Imperatore austro-ungarico e nel 1816 fu comprata dalla famiglia Puricelli Guerra, già proprietaria di diverse ville e cascine sestesi, che la cedette al Comune nel 1927. Rimase priva di utilizzo dal 1978 al 2016, quando terminarono i lavori di riqualificazione e restauro, iniziati due anni prima. Il progetto dei lavori, sotto la supervisione della professoressa Pinin Brambilla Barcillon, già restauratrice del Cenacolo vinciano, era stato commissionato dalla fondazione "La Pelucca" che è proprietaria della villa. Oggi nell'edificio rimesso a nuovo ha sede un istituto geriatrico.

## Caratteristiche
La villa presenta un disposizione tipicamente ad "U", con un corpo centrale e due ali, sebbene queste ultime siano forse frutto della ristrutturazione radicale del XIX secolo. Le ali sono alleggerite da un portico con archi a tutto sesto e capitelli ionici del XVI secolo. La villa rappresenta uno dei primi esempi compiuti di edifici rinascimentali in Lombardia. Accanto alla villa sorge la cappella, dedicata a Santa Caterina d'Alessandria, che rappresenta l'ambiente meglio conservato del complesso.

## Affreschi

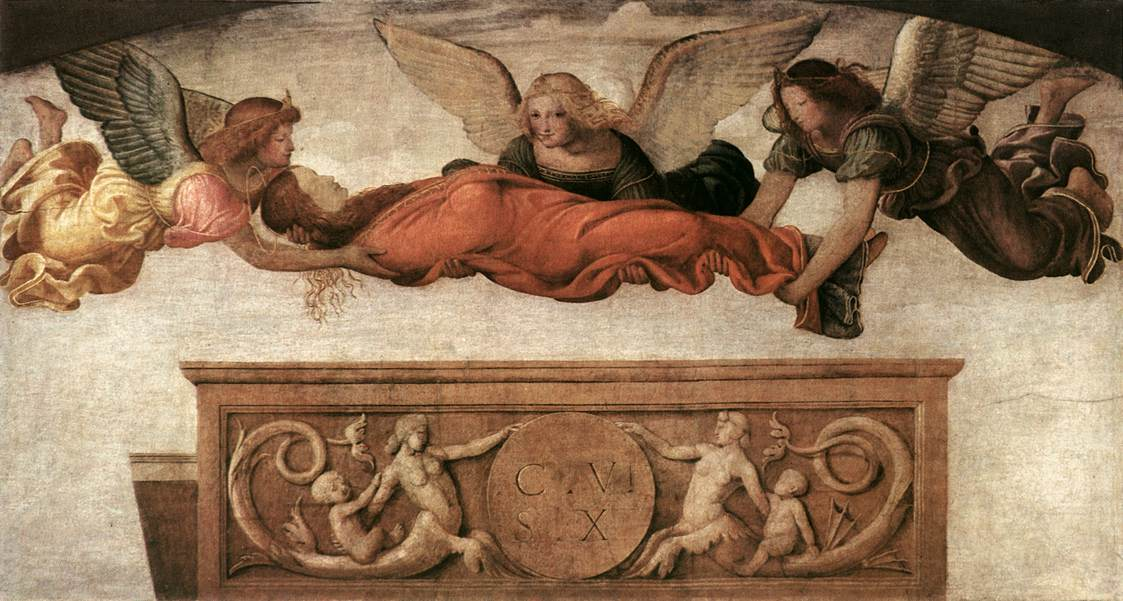
Corpo di santa Caterina d'Alessandria trasportato dagli angeli

La villa dispone di un grande salone di rappresentanza, affrescato nel 1524 da Bernardino Luini. Gli affreschi, rimossi nel 1816 e nel 1906, sono in parte conservati alla Pinacoteca Brera di Milano e in parte presso altri musei internazionali come la Wallace Collection di Londra, il Museo del Louvre e il Museo Condé di Chantilly. All'interno dell'attuale villa sono state installate dieci riproduzioni fotografiche su tela a grandezza originale degli affreschi.
Gli affreschi decoravano tre stanze e la cappella della villa. Erano rappresentate le Storie dell'Esodo e la Fucina di Vulcano nel grande salone principale, le Storie di Apollo e Pan e le Storie di Psiche nelle altre due stanze; all'interno della cappella, era presente un affresco con Santa Caterina portata in volo dagli Angeli sul Sinai e sopra l'altare era affrescato l'Eterno in gloria fra gli Angeli. È probabile che anche le pareti della cappella fossero affrescate.